# 北极星 (公司)
北极星（英語：Polaris Inc.）是一家美国摩托车、雪地摩托、全地形车和社区电动车制造商。公司总部位于明尼苏达州的麦地那市。公司原名为北极星工业公司，于2019年更名为北极星公司。

## 概述
- 埃德加·海汀、艾伦·海汀和大卫·约翰逊是位于明尼苏达罗索的海汀起重机公司的合伙人。1954年，在埃德加·海汀出差时，大卫·约翰逊和几名公司员工制造了一台雪地车样机。第一台样机使用谷仓传送带作为履带、百力通发动机和旧雪佛兰的保险杠。[4]第二个型号“北极星Sno Traveler”很快被设计出，并于1956年在明尼苏达的生产线制造。[5]
- 1960年，为了推广新的雪地摩托并证明其可靠性和实用性，埃德加·海汀率领三辆雪地摩托，从伯特利出发，长途跋涉穿越阿拉斯加荒野，前往费尔班克斯，行程1,930公里。[4]
- 1985年，北极星推出了Scrambler ATC和 Trail Boss，它们被认为是美国制造的第一款量产型全地形车（ATV）。[6]
- 2010年，北极星公司进入中国市场。[7][8]

## 彈弓三輪車
- 2014年，推出三轮摩托车「弹弓」(Polaris Slingshot)，动力系統方面引擎採用2.4升GM Ecotec LE9直列四缸，变速箱为爱信AR5五速手排，2020年引擎換新改为2.0升北极星直列四缸，並新增五速Autodrive自手排变速系统。

## 北极星政府和防务
北极星政府和防务（前身为 北极星防务）是北极星工业公司的一个部门，成立于2005年，并于2017年更名。在公司的越野车在军事战区有了多年成功应用后，创建了该部门。该部门为美国和盟友军队生产一系列车辆，产品包括MRZR平台、MVRS、MV700、RZR-SW和DAGOR。

## 外部連結
（简体中文）Polaris北极星全地形车 （页面存档备份，存于）